# Fantastic 4 - I Fantastici Quattro
Fantastic 4 - I Fantastici Quattro (Fantastic Four, reso graficamente FANT4STIC) è un film del 2015 diretto da Josh Trank.
Basato sull'omonimo gruppo di Marvel Comics, è un reboot della serie di film sui Fantastici Quattro, ma basato sulla versione Ultimate del gruppo.

## Trama
Reed Richards è un ragazzo prodigio che, insieme al suo migliore amico Ben Grimm, ha costruito un prototipo di teletrasporto il quale portato a una fiera delle scienze attira l'attenzione del professor Franklin Storm, direttore della Fondazione Baxter, una ricerca sponsorizzata dal governo per giovani prodigi. Reed è reclutato a unirsi a loro e per aiutare i figli di Storm, la scienziata Sue Storm e il tecnico un po' temerario Johnny Storm, nel completamento di un "portale quantico" in grado di teletrasportarli in un'altra dimensione, progettato inizialmente dal ribelle pupillo di Storm, Victor von Doom che accetta malvolentieri di aiutarli a causa dei suoi sentimenti non corrisposti per Sue.
L'esperimento riesce, e il supervisore della struttura, il dottor Harvey Allen, prevede di inviare un gruppo della NASA per avventurarsi nel pianeta della dimensione parallela noto come "pianeta Zero". Delusi per non poter partecipare alla spedizione, Reed, Johnny, e Victor insieme a Ben usano la porta quantica per imbarcarsi in un viaggio non autorizzato su pianeta Zero. Il mondo primordiale ripulsa di una strana energia verde sotto forma di lava. Victor cerca di toccarla causando un'eruzione. Reed, Johnny e Ben ritornano alla loro navetta e Sue li riporta sulla Terra. Victor però è lasciato indietro e cade nella lava. La macchina esposta alla misteriosa energia esplode alterando Reed, Sue, Johnny e Ben a livello genetico-molecolare, offrendo loro condizioni super-umane donandogli capacità che però sfuggono al loro controllo: Reed può allungarsi come la gomma, Sue può alterare lo spettro visivo diventando invisibile, generare campi di forza di energia e volare, Johnny può avvolgere tutto il suo corpo in fiamme e volare, e Ben diventa un mostro enorme coperto di roccia. Essi vengono posti in custodia del governo nell'Area 57 per essere studiati e testati. Incolpando sé stesso per l'incidente Reed fugge dalla struttura.
Un anno dopo Reed è latitante e cerca di costruire un'altra macchina per curare i suoi amici ma viene localizzato e catturato da Ben che intanto è diventato una risorsa militare insieme a Johnny e Sue.
Johnny e Sue sono stati equipaggiati con tute speciali per tenere sotto controllo le loro condizioni per contenere le loro capacità. Reed è portato nell'Area 57, dove il dottor Allen lo convince ad aprire un altro portale per pianeta Zero in cambio di una cura. Arrivati a pianeta Zero, alcuni esploratori trovano Victor, che ha il corpo fuso con la sua tuta e ha assunto capacità telecinetiche grazie alla misteriosa energia presente sul pianeta. Lo riportano sulla Terra ma credendo che la razza umana voglia distruggere il “suo” pianeta Zero, Victor uccide gli scienziati e soldati nella base tra cui il dottor Allen e il professor Storm e ritorna nel pianeta utilizzando la porta quantica, venendo inseguito da Ben, Johnny, Reed, e Sue.
Victor, che ora si fa chiamare Dottor Destino, attiva un enorme portale sul pianeta Zero utilizzando la stessa macchina portata al collasso che, aprendo un buco nero, comincia a risucchiare la Terra rischiando di distruggerla. Ma i quattro cercano di fermarlo e dopo le iniziali difficoltà, visto il grande potere del malvagio Dottor Destino, insieme lo sconfiggono: Ben colpisce Victor che si disintegra dentro il portale che poi Johnny chiude, prima di rientrare tutti sulla Terra.
Il gruppo è ricompensato per il loro eroismo mediante una nuova base operativa da cui vogliono salvaguardare il mondo utilizzando i loro poteri e il loro intelletto, e decidono di chiamarsi "Fantastici 4".

## Produzione

### Sviluppo
Il film fu annunciato nell'agosto 2009 dalla 20th Century Fox. Nel luglio 2012 Josh Trank venne assunto come regista. Nel febbraio 2013 Matthew Vaughn viene annunciato come produttore, e nell'ottobre dello stesso Simon Kinberg viene chiamato per co-produrre e co-sceneggiare la pellicola. Secondo Kinberg il film sarà più realistico e drammatico rispetto ai precedenti film dei Fantastici Quattro.
Trank ha citato David Cronenberg come sua ispirazione personale, mentre il look del film è stato ispirato a Scanners (1981) ed a La mosca (1986).

### Casting
Il casting cominciò nel gennaio 2014. Miles Teller, Kit Harington, Richard Madden e Jack O'Connell furono tutti candidati per il ruolo di Reed Richards mentre Kate Mara, Margot Robbie e Emmy Rossum fecero un provino per la parte di Susan Storm. A febbraio Michael B. Jordan viene scelto come Johnny Storm / Torcia Umana e Mara viene confermata come Susan Storm. A marzo Toby Kebbell entra nel cast nel ruolo di Victor von Doom. In seguito Teller confermò di aver ottenuto la parte di Mr. Fantastic e confermò che Jamie Bell avrebbe interpretato Ben Grimm / La cosa. Ad aprile entrò nel cast Tim Blake Nelson nel ruolo di Harvey Elder (poi cambiato in "Harvey Allen" durante le riprese aggiuntive) e a maggio Reg E. Cathey viene scelto come interprete del Dr. Storm, padre di Sue e Johnny.

### Riprese
Le riprese del film si sono tenute dal 5 maggio al 23 agosto 2014, principalmente a Baton Rouge, in Louisiana.
Diversi tabloid americani hanno raccontato di problemi fra Trank, la Fox e gli attori stessi nel corso della produzione. Un articolo pubblicato su Entertainment Weekly racconta che sul set Trank era «aggressivo e violento» e che ha reagito molto male ai tentativi di Fox di cambiare alcuni aspetti del film, fra cui un taglio di diverse decine di milioni al budget e alcune modifiche alla sceneggiatura. L'Hollywood Reporter ha aggiunto che parte del lavoro di post-produzione del film è stato portato avanti dai produttori, che hanno rigirato alcune scene e lavorato a un nuovo finale. Sull'atteggiamento di Trank sul set, lo stesso Hollywood Reporter ha scritto: "Diverse fonti che hanno collaborato al progetto ci hanno detto che il regista non ha prodotto del materiale che avrebbe reso il film "recuperabile": e secondo diverse persone, ha rifiutato di ricevere aiuto. Una fonte molto importante ci ha detto che Trank «si rinchiudeva in una tenda escludendosi da tutto»: letteralmente, quando parte del film è stata girata in Louisiana c'era una tenda nera attorno al suo monitor. Un altro membro dello staff ha raccontato che Trank era "estremamente solitario" e che fra una pausa e l'altra si ritirava nella sua roulotte e non interagiva con nessuno." Il 6 agosto inoltre, il giorno prima dell'uscita ufficiale del film, il regista ha pubblicato un tweet molto duro nei confronti della produzione – poi cancellato – confermando mesi di voci su problemi sul set e differenze di vedute fra lo stesso Trank e la produzione.

## Colonna sonora
La colonna sonora del film è composta da Marco Beltrami insieme a Philip Glass.

## Promozione
Il primo teaser trailer del film è stato diffuso il 27 gennaio 2015, seguito dalla versione italiana.

## Distribuzione
Il film ha subito vari slittamenti circa la data di uscita nei cinema. Inizialmente programmata per il dicembre 2012, viene rimandata prima a novembre 2013 e dopo a marzo 2014, per poi essere fissata al 19 giugno dello stesso anno. Infine è stata scelta come data di uscita il 7 agosto 2015, mentre in Italia il film è arrivato dal 10 settembre dello stesso anno.

## Accoglienza

### Incassi
Il film ha incassato 56 117 548 $ in Nord America e 111 765 333 $ nel resto del mondo, per un totale complessivo di 167 882 881 $.

### Critica
Il film ha ricevuto pessime recensioni, ottenendo solamente una percentuale di gradimento del 9% sull'aggregatore Rotten Tomatoes, con un voto medio di 3.7 su 10 basato su 261 recensioni, mentre sul sito Metacritic ha ottenuto un punteggio di 27 su 100 basato su 40 recensioni. In generale, il parere unanime negativo dei principali critici americani, riguarda diversi aspetti del film: la trama poco consistente, i personaggi deboli e gli effetti speciali scarsi. I peggiori difetti del film sono riassunti da un articolo pubblicato da Michael O’Sullivan sul Washington Post: 

## Riconoscimenti
- 2015 - CinemaCon
  - Miglior cast
- 2016 - Teen Choice Awards[30]
  - Candidatura al miglior film di fantascienza/fantasy
- 2016 - Razzie Awards[31]
  - Peggior film (ex aequo con Cinquanta sfumature di grigio)
  - Peggior regista a Josh Trank
  - Peggior prequel, remake, rip-off o sequel
  - Candidatura alla peggior sceneggiatura a Simon Kinberg, Jeremy Slater e Josh Trank
  - Candidatura alla peggior coppia a tutti i "Fantastici" Quattro

## Sequel e reboot

### Sequel
Nonostante il film avesse ricevuto critiche negative, la 20th Century Fox aveva fissato la data di uscita del sequel al 9 giugno 2017. Il 23 novembre 2015 lo studio cancellò il seguito dal listino dei prossimi film, presupponendo l'abbandono della sua produzione, in conseguenza al flop della pellicola.

### Reboot
Il 20 marzo 2019 la Disney ha comprato la 20th Century Fox acquisendo i diritti sui loro futuri film e serie tv, tra questi i diritti sulla serie di film X-Men e sui Fantastici Quattro, che tornano ai Marvel Studios. Al San Diego Comic-Con 2019 Kevin Feige conferma che è in lavorazione un film sui Fantastici Quattro che molto probabilmente verranno introdotti nella Fase 5 del franchise. Nel dicembre 2020 viene mostrato il primo logo del film e viene annunciato che il regista sarà Jon Watts. Nel maggio del 2021, con un video che mostra tutti i film in uscita fino al 2023, viene confermato che Fantastic Four sarà il film finale della Fase 4. Nel 2022, Jon Watts abbandona il progetto del nuovo film, e i Marvel Studios ingaggiano Matt Shakman in qualità di regista del film. Tramite i canali social, la Marvel annuncia la data di uscita, prevista per il 2 maggio 2025. Il 14 febbraio 2024 , i Marvel Studios confermano la presenza di Pedro Pascal, Vanessa Kirby, Ebon Moss-Bachrach e Joseph Quinn come protagonisti del film.